# Sirc
Sirc je priimek več znanih Slovencev:
- Franjo Sirc (1891—1950), industrialec in poslovnež
- Igor Sirc (*1974), pravnik, direktor uprave za jedrsko varnost RS
- Ljubo Sirc (1920—2016), ekonomist, politik in publicist, univ. prof. v Veliki Britaniji